# Csapat műugrás a 2014-es úszó-Európa-bajnokságon
A 2014-es úszó-Európa-bajnokság csapat műugrás versenyszámát augusztus 18-án rendezték Berlinben. A nyolc párost felvonultató mezőnyben a Nagyezsda Bazsina, Viktor Minibajev orosz kettős végzett az első helyen. A második helyen az ukrán Julija Prokopcsuk, Oleksandr Bondar duó végzett, míg a harmadikon a német Tina Punzel, Sascha Klein  kettős zárt.

## Eredmény
A döntő helyi idő szerint 14:30-kor kezdődött.
| Helyezés | Versenyző                                       | Ország           | Pontok |
| -------- | ----------------------------------------------- | ---------------- | ------ |
| Arany    | Nagyezsda Bazsina / Viktor Minibajev            | Oroszország      | 416,90 |
| Ezüst    | Julija Prokopcsuk / Oleksandr Bondar            | Ukrajna          | 409,75 |
| Bronz    | Tina Punzeli / Sascha Klein                     | Németország      | 390,95 |
| 4.       | Laura Marino / Matthieu Rosset                  | Franciaország    | 374,85 |
| 5.       | Bátki Noémi / Michele Benedetti                 | Olaszország      | 369,60 |
| 6.       | Alena Kamulkina / Vadim Kaptur                  | Fehéroroszország | 335,50 |
| 7.       | Mara Elena Aiacoboae / Cătălin Constantin Cozma | Románia          | 332,60 |
| 8.       | Celine van Duijn / Johannes van Etten           | Hollandia        | 264,30 |